# Code voor de bouw en uitrusting van schepen die gevaarlijke chemicaliën in bulk vervoeren
De Code voor de bouw en uitrusting van schepen die gevaarlijke chemicaliën in bulk vervoeren (Code for the Construction and Equipment of Ships Carrying Dangerous Chemicals in Bulk, BCH-code) is de SOLAS- en MARPOL-standaard op het gebied van het veilige vervoer van chemicaliën in bulk. Met de code worden bepalingen uit SOLAS hoofdstuk VII en MARPOL bijlage II nader gespecificeerd.
De huidige code is aangenomen op 5 december 1985 en op 6 april 1987 van kracht geworden. De code is verplicht op alle schepen onder SOLAS en MARPOL vallen die gevaarlijke chemicaliën vervoeren in bulk waarvan de kiel is gelegd op of na 12 april 1972 en voor 1 juli 1986. Voor schepen die daarna zijn gebouwd is de IBC-code van toepassing. De 1985 BCH-code verving de 1971 BCH-code deze te harmoniseren met de GC-code. De 1971 BCH-code werd met resolutie A.212(VII) aangenomen op 12 oktober 1971 werd op 12 april 1972 van kracht.
De BCH-code heeft vooral betrekking op het ontwerp van de schepen, de constructiestandaarden ervan en algemene veiligheidsvoorschriften voor het vervoer van chemicaliën. Met alle schepen wordt ook bedoeld: alle tankers die chemicaliën in bulk vervoeren, inclusief degenen kleiner dan 500 GT. De code geldt voor alle vloeibare bulkladingen (uitgezonderd petroleumproducten) die ofwel:
- ernstige gevaren leveren in verband met ontvlambaarheid;
- ernstige gevaren kunnen leveren buiten ontvlambaarheid;
- gevaar kunnen leveren voor de omgeving.

## Certificaat van geschiktheid
De BCH-code verplicht verschillende onderzoeken (surveys). Zo moet een schip volledig en gedetailleerd gecontroleerd worden volgens de richtlijnen van de code vooraleer het voor het eerst in internationale commerciële vaart komt. Pas dan wordt er een certificaat van geschiktheid voor het vervoer van gevaarlijke chemicaliën in bulk (Certificate of Fitness for the Carriage of Dangerous Chemicals in Bulk) afgegeven. Dit certificaat is misschien wel het belangrijkste onderdeel van de hele code. Zonder het certificaat kan een chemicaliëntanker nergens lading nemen of vervoeren. Op het certificaat staat welke ladingen het schip mag aanvaarden, waar in het schip men deze lading mag steken en hoe die moet behandeld worden. 
Het certificaat van geschiktheid is ook niet eeuwig geldig. Om de vijf jaar moet het hernieuwd worden volgens HSSC. Dit betekent dat er vijfjaarlijkse, tweeënenhalfjaarlijkse en jaarlijkse surveys uitgevoerd moeten worden om te controleren of alle onderdelen van het schip nog werken om te voldoen aan het certificaat.
Al deze surveys worden vermeld op het certificaat van geschiktheid en het certificaat is niet meer geldig als er een van deze surveys overgeslagen wordt. 
Zoals hierboven vermeld, is het certificaat van geschiktheid voor het vervoer van gevaarlijke chemicaliën in bulk enkel verplicht voor schepen die internationale reizen doen. Het moet te allen tijde aan boord zijn zodat de geldigheid en hoedanigheid kan gecontroleerd worden. Het certificaat verliest ook zijn geldigheid wanneer een schip onder een andere vlag gaat varen.
Wanneer een chemicaliëntanker een lading wil vervoeren die niet vermeld staat op het certificaat van geschiktheid, moet de verantwoordelijke voor dat schip een aanvraag doen aan de administratie voor een uitzondering. Als blijkt dat het schip geschikt is voor die lading, krijgt het een eenmalige toelating voor één reis om die bepaalde stof te vervoeren. Als het schip capabel wordt bevonden om deze lading vaker te vervoeren, kan het certificaat van geschiktheid aangepast worden.

## Veiligheidsvoorschriften
De BCH-code vereist dat alle ladingen die onder de voorschriften van de code vallen voldoende moeten gescheiden worden van de machinekamer, accommodatie, werkplaatsen, drinkwater en stores en dit door middel van cofferdammen, lege tanks, pompkamers of andere ruimtes. 
De accommodatieruimtes mogen in geen geval boven een tank geplaatst zijn. Inlaten voor ventilatie en deuren moeten zo geplaatst zijn dat ze minstens drie meter of 1/25 van de lengte van het schip verwijderd zijn van de lading. 
Schepen die toxische of ontvlambare producten vervoeren moeten minstens twee toestellen aan boord hebben die geschikt zijn om de dampen van deze producten op te meten. Als één van deze twee toestellen een vaste installatie is, moet er minstens één draagbaar toestel aanwezig zijn.
In verband met de persoonlijke veiligheid van de bemanning wordt er beschreven dat er voldoende beschermende kledij aan boord is zodat de bemanning vooral tijdens het laden en lossen een volledige bescherming heeft. Deze werkkledij mag niet in de accommodatie opgeborgen worden, tenzij ver weg van de gewoonlijke gangen en plaatsen. De beschermende kledij moet steeds gedragen worden als er enig risico van besmetting is. 
Aan boord van schepen die giftige lading vervoeren moeten ook minstens drie volledige sets met ademhalingstoestellen, beschermende kledij, reddingslijn en explosievaste lamp aanwezig zijn. Er moeten hiervoor steeds voldoende en extra persluchtflessen beschikbaar zijn, of een alternatieve luchtvoorziening. Er moeten ook EEBD’s (Emergency Escape Breathing Device) voorzien worden voor de hele bemanning. Douches en oogdouches moeten aanwezig zijn aan dek.
Verder beschrijft de BCH-code nog voor verschillende ladingen met speciale gevaren de uitzonderlijke veiligheidsvoorschriften. Deze ladingen omvatten (niet uitsluitend!) toxische producten, koolstofdisulfide, gesmolten zwavel, ammoniumnitraat, etc.

## Na 1986
Zoals hierboven vermeld geldt de BCH-code enkel voor schepen gebouwd voor 1 juli 1986. Voor alle schepen gebouwd na deze datum geldt de IBC-code, de International Code for the Construction and Equipment of Ships Carrying Dangerous Chemicals in Bulk. 
Deze code wordt continu geüpdatet om steeds mee te kunnen met de meest recente ontwikkelingen in de chemicaliënindustrie.